# Estádio BBVA Bancomer
O Estadio BBVA, apelidado de "El Gigante de Acero" (em português: "O Gigante de Aço"), é um estádio desenvolvido pela FEMSA e o CF Monterrey em Guadalupe, Região Metropolitana de Monterrei. O estádio substituiu o Estadio Tecnológico como a casa do Monterrey, terminando o período de 63 anos no estádio. O projeto foi recebido com muita controvérsia, decorrente de múltiplas acusações de que a construção estaria impedindo o crescimento da fauna silvestre na localidade. Foi inaugurado em 2 de agosto de 2015 com a oitava edição da Taça Eusébio, onde o Monterrey derrotou o Benfica por 3-0. Será uma das sedes da Copa do Mundo FIFA de 2026.

## Designer
A Populous uma empresa multinacional de arquitetura, juntamente com as empresas mexicanas de arquitetura V & FO e Federico Velasco, foram responsáveis pelo projeto e sua liderança desde 2008.  
O estádio foi inaugurado em 2015, com capacidade para 51.000 pessoas, o quarto maior do México. Os proprietários logo acrescentaram mais assentos, ampliando a capacidade para 53.500 em 2016. Ele possui uma superfície de grama, suítes, um restaurante com tema do clube, um salão do clube e design interior e exterior de alta qualidade. A inclinação da arquibancada é de 34 graus, e a distância entre o campo e os assentos é o mínimo permitido pela FIFA, proporcionando uma grande proximidade com o campo.

## Área Permeável

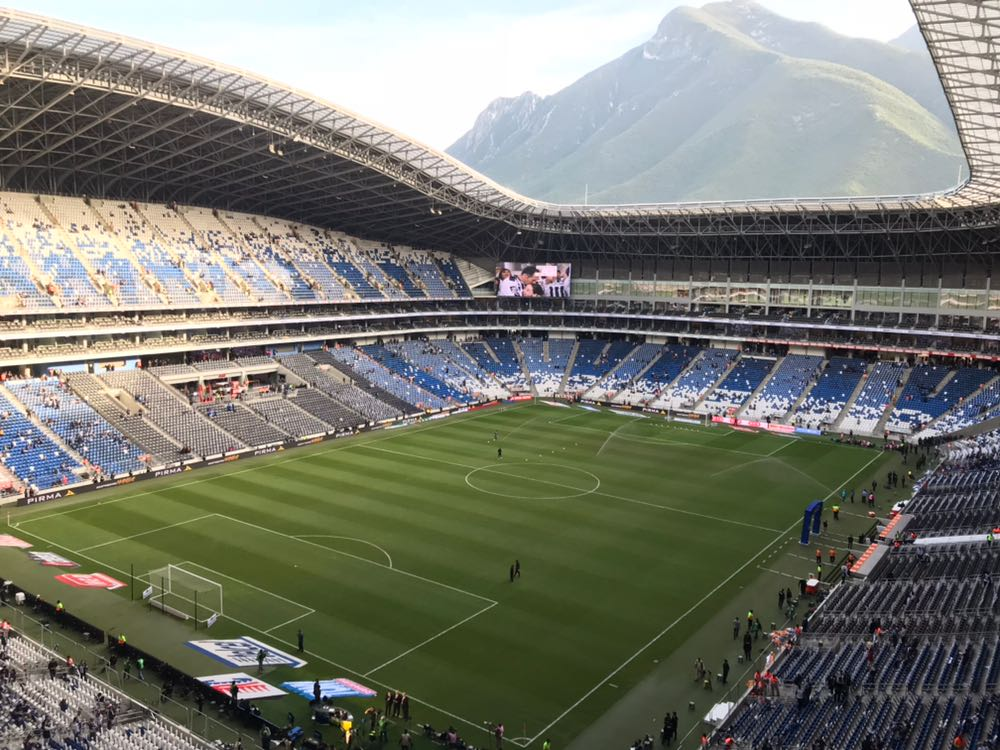
Interior do Estádio

Mais de um terço da área total do terreno são de áreas verdes. Está proporção excede os regulamentos atuais. Essas áreas verdes são usadas para filtrar a água da chuva, o que contribuirá para a recarga de aquíferos. Os estacionamentos são distribuídos uniformemente ao redor do estádio, incluindo áreas arborizadas para alcançar a integração com o Parque Ecológico. Estas áreas estão divididas em zonas, que estão integradas na paisagem e na topografia. O limite norte do Rio La Silla é uma área arborizada que liga o estádio ao Novo Parque Ecológico. Este parque ecológico e o estacionamento também são áreas verdes, com um projeto paisagístico que combina com o meio ambiente, com apenas árvores e plantas da região para facilitar a preservação e adaptação ao meio ambiente.

## Concertos musicais
| Concertos no Estádio Olímpico Nilton Santos | Concertos no Estádio Olímpico Nilton Santos | Concertos no Estádio Olímpico Nilton Santos | Concertos no Estádio Olímpico Nilton Santos | Concertos no Estádio Olímpico Nilton Santos |
| Data                                        | Artista                                     | Turnê                                       | Público                                     |                                             |
| ------------------------------------------- | ------------------------------------------- | ------------------------------------------- | ------------------------------------------- | ------------------------------------------- |
| 15 de fevereiro de 2017                     | Justin Bieber                               | Purpose World Tour                          | 45,535 / 45,535                             |                                             |
| 25 de março de 2022                         | Coldplay                                    | Music of the Spheres World Tour             | 112,262 / 112,262                           |                                             |
| 26 de março de 2022                         | Coldplay                                    | Music of the Spheres World Tour             | 112,262 / 112,262                           |                                             |
| 3 de dezembro de 2022                       | Bad Bunny                                   | World's Hottest Tour                        | 90,084 / 90,084                             |                                             |
| 4 de dezembro de 2022                       | Bad Bunny                                   | World's Hottest Tour                        | 90,084 / 90,084                             |                                             |
| 26 de setembro de 2023                      | The Weeknd                                  | After Hours til Dawn Tour                   | 46,791 / 46,791                             |                                             |
| 8 de novembro de 2024                       | Paul McCartney                              | Got Back                                    |                                             |                                             |
| 12 de março de 2025                         | Shakira                                     | Las Mujeres Ya No Lloran World Tour         |                                             |                                             |
| 13 de março de 2025                         | Shakira                                     | Las Mujeres Ya No Lloran World Tour         |                                             |                                             |